# Malcolm McCusker
Malcolm McCusker (ur. 6 sierpnia 1938 w Perth) – australijski prawnik i działacz społeczny, od 1 lipca 2011 pełni urząd gubernatora Australii Zachodniej.

## Życiorys
Po ukończeniu studiów prawniczych McCusker podjął praktykę adwokacką, za sprawą której stał się zamożnym człowiekiem. W 1982 otrzymał prestiżowy tytuł radcy królowej (Queen’s Counsel), którym honorowani są czołowi adwokaci. Jako prawnik był znany ze swojej szeroko zakrojonej działalności charytatywnej, wspierał finansowo m.in. projekty związane z rozwojem medycyny, młodzieżą oraz kulturą. Przez 27 lat stał na czele stanowej Rady ds. Pomocy Prawnej, dbającej o dostęp do usług prawnych również osób gorzej sytuowanych.
1 lipca 2011 objął urząd gubernatora Australii Zachodniej, formalnie będący najwyższym urzędem we władzy wykonawczej stanu, lecz w praktyce wiążący się z zadaniami głównie ceremonialnymi. Jego nominację na to stanowisko ogłoszono 21 marca tego samego roku. Zapowiedział, że całą kwotę pensji gubernatorskiej za trzyletnią kadencję (wynoszącą ponad 420 tysięcy dolarów australijskich) przekaże na cele charytatywne, zaś utrzymywać będzie się ze swojego prywatnego majątku.

### Nagrody i wyróżnienia
McCusker był dwukrotnie odznaczany Orderem Australii. Jest także kawalerem brytyjskiego Królewskiego Orderu Wiktoriańskiego. Jest doctorem honoris causa Edith Cowan University oraz University of Western Australia. Otrzymał również liczne wyróżnienia stanowe, m.in. był stanowym laureatem konkursu Australijczyk Roku w Australii Zachodniej.